# Nicole Oliver
Nicole Lyn Oliver (Ottawa, Ontario, 2 de febrero de 1970) es una actriz canadiense. Conocida por sus papeles como Princesa Celestia y Cheerilee en My Little Pony: La magia de la amistad y Zoe Trent en Littlest Pet Shop.

## Primeros años
Oliver nació en Ottawa, Ontario. Tiene una licenciatura en bellas artes por la Universidad de York, un Master en comunicación por la Royal Roads University y entrenamiento adicional de la British American Drama Academy.

## Carrera
Es una importante miembro de la Unión de actores de Brisith Columbia. Oliver sirvió en su junta ejecutiva (2002-2005), presidió varios comités, y continúa siendo parte del equipo de negociación durante las negociaciones colectivas.

## Vida personal
Oliver está casada con Chris Ainscough, un premiado compositor de cine. Viven en Vancouver con sus dos hijos, William y Grady.

## Filmografía

### Documental
- A Brony Tale - Ella misma[1]
- Bronies: The Extremely Unexpected Adult Fans of My Little Pony - Princesa Celestia (archivo)

### Papeles
- Crash Test Mommy - Anfitriona
- The Foursome - Lori Torres
- Kung Fu: La Leyenda Continúa - Detective Kelly Blaine
- The L Word- Chanter
- The outer limits- Jill Cooper (episodio: "El Deprogrammers"), Heather Cattrell (episodio: "Día de Juicio")
- Arrow - Juez Sakow (episodio: "Corazones Rotos")
- Psych - Abby Daniels
- Seed- Señora Anderson
- Seven Deadly Sins - Principales Lowenstein
- El Silencer - Holly Aguda
- Stargate SG-1 - Councilor Tuplo Mujer
- Sobrenatural - Nora Havelock (episodio: "Repo Hombres")
- El Woodcarver - Rita Stevenson
- El Ornamento de Navidad - Sarah
- Tres Dormitorios, Un Cadáver: An Aurora Teagarden Mistery - Eileen Crandall